# 헬싱키 메트로
헬싱키 메트로(핀란드어: Helsingin metro, 스웨덴어: Helsingfors metro)는 핀란드 헬싱키의 도시 철도이다. 전 세계에서 가장 북쪽에 지어진 도시 철도이며, 핀란드의 유일한 도시 철도이다. 첫 계획이 만들어진 지 27년 후 1982년 8월 2일 개통하였다. HKL(헬싱키 시 교통)에서 운영하며 2005년 연간 5천만 명을 수송하였다. 2008년 일일 이용자는 약 20만명이었다.
17개 역에 1개 본선과 지선을 포함한 2개의 노선이 있고, 총 거리는 21.1km이다. 동부 헬싱키의 교외 지대와 헬싱키 중앙부를 연결한다. 2009년부터 공사 중인 랜시메트로 노선은 더 나아가서 헬싱키 서부와 에스포를 연결한다.

## 역사

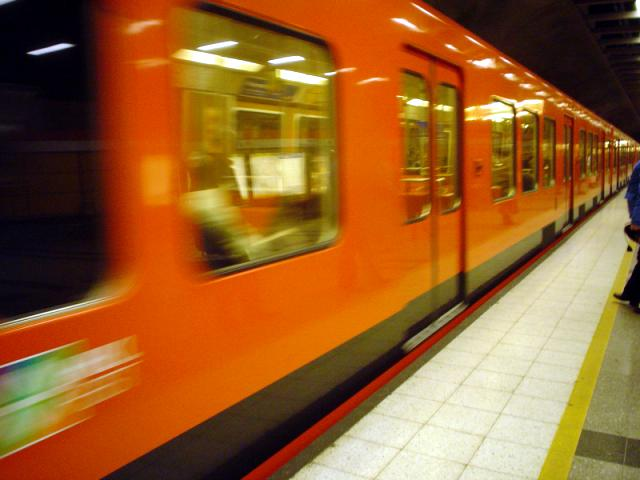
주황색 메트로 열차

헬싱키에 도시 철도를 만들 계획은 1955년에 세워졌다. 도시 철도 초안은 1963년에 완성되었다. 제안된 시스템은 총 길이 86.5 km, 역 108개이다. 시 의회에서 노선 1개만 짓겠다고 결정했고, 너무 많은 곳을 지난다는 의견 때문에 거부되었다. 그 결과 도시 동쪽에 캄피 역부터 푸오틸라 역까지 노선을 만들기로 결정하였다. 북서부를 지나는 노선은 마틴락소 역에서 시작하는 헬싱키 통근 열차 M 노선으로 1975년 개업하였다.
첫 도시 철도 노선은 1969년 5월 7일 착공했으며 1977년까지 완공될 예정이었다. 1971년 로이후펠토에서 헤토니에미까지 시험 노선이 완성되었다. 시험 과정 중 발생한 여러 문제로 인하여 실제 개통은 1982년까지 연기되었다. 1982년 6월 1일 공개 시운전이 시작되었고, 8월 2일 공식적으로 개통하였다. 라우타티엔토리 역부터 이태케스쿠스 역까지 총 6개 역으로 시작했으며, 이후 노선 확장 및 지선이 건설되었다.

### 노선 확장
- 1971년: 헤토니에미 역 - 로이후펠토 (시험선)
- 1982년 6월 1일: 하카니에미 역 - 이태케스쿠스 역 (시운전)
- 1982년 7월 1일: 라우타티엔토리 역 - 하카니에미 역 (시운전)
- 1982년 8월 2일: 공식 개통
- 1983년 3월 1일: 캄피 역
- 1984년 9월 1일: 쇠르내이넨 역
- 1986년 10월 21일: 이태케스쿠스 역 - 콘툴라 역
- 1989년 9월 1일: 콘툴라 역 - 멜룬매키 역
- 1993년 8월 16일: 루오홀라티 역 - 캄피 역
- 1995년 3월 1일: 카이사니에미 역
- 1998년 8월 31일: 이태케스쿠스 역 - 부오사리 역 (지선)
- 2007년 1월 1일: 칼라사타마 역

루오홀라티 역 서쪽 확장 랜시메트로가 2009년 착공하여, 2016년 8월에 개통될 예정이다.

## 노선

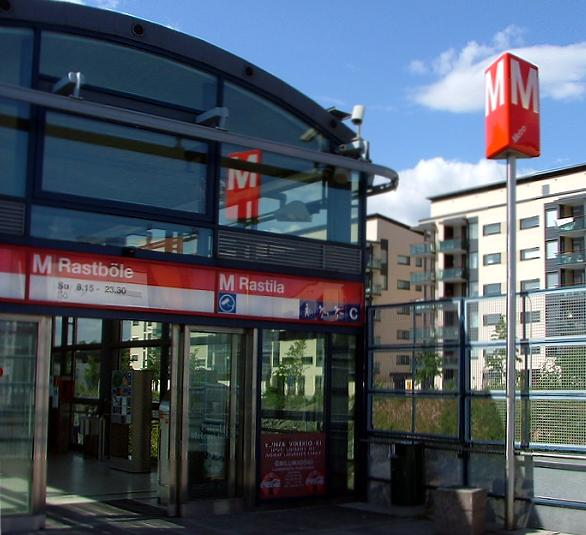
라스틸라 역 출입구

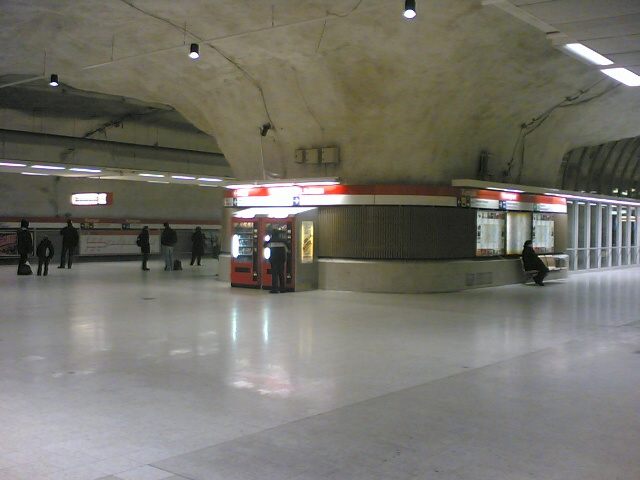
캄피 역 플랫폼

헬싱키 메트로는 역이 17개 있다. 중간 분기가 있는 Y자형으로 노선이 배치되어 있으며, 본선은 도시 중심에서 동쪽으로 뻗어나간다. 이태케스쿠스 역에서 북쪽으로 지선이 갈라진다. 헬싱키 도심에 있는 역은 지하에 있고, 동부에 있는 역은 지상에 있다.
배차 간격은 약 4~5분이며, 멜룬매키 행과 부오사리 행이 교대로 온다. 별도의 급행 운행 계통은 없으며, 핀란드어-스웨덴어 순서로 안내 방송이 나온다. 라우타티엔토리 역은 영어 안내 방송이 추가되며, 카이사니에미 역은 핀란드어와 스웨덴어 역명이 같아서 한 번만 나온다.
헬싱키 메트로는 도시 교통의 주 축으로 설계되어 있어서, 모든 버스는 특정 지구와 도시 철도를 연결한다. 한 예로 라야살로에서 출발하는 모든 주간 버스는 도시 철도 건설 이후 헤토니에미 역까지만 운행한다.

### 역 목록

#### 본선
| 역명           | 핀란드어 역명 | 스웨덴어 역명  | 역간 거리 | 누적 거리 |
| -------------- | ------------- | -------------- | --------- | --------- |
| 루오홀라티     | Ruoholahti    | Gräsviken      | 0.0       | 0.0       |
| 캄피           | Kamppi        | Kampen         | 1.2       | 1.2       |
| 라우타티엔토리 | Rautatientori | Järnvägstorget | 0.5       | 1.7       |
| 카이사니에미   | Kaisaniemi    | Kajsaniemi     | 0.6       | 2.3       |
| 하카니에미     | Hakaniemi     | Hagnäs         | 0.9       | 3.2       |
| 쇠르내이엔     | Sörnäinen     | Sörnäs         | 0.9       | 4.1       |
| 칼라사타마     | Kalasatama    | Fiskhamnen     | 1.1       | 5.2       |
| 쿨로사리       | Kulosaari     | Brändö         | 1.8       | 7.0       |
| 헤르토니에미   | Herttoniemi   | Hertonäs       | 1.5       | 8.5       |
| 실리티         | Siilitie      | Igelkottsvägen | 1.4       | 9.9       |
| 이태케스쿠스   | Itäkeskus     | Östra centrum  | 2.0       | 11.9      |

#### 멜룬매키 지선
| 역명         | 핀란드어 역명 | 스웨덴어 역명 | 역간 거리 | 누적 거리 |
| ------------ | ------------- | ------------- | --------- | --------- |
| 이태케스쿠스 | Itäkeskus     | Östra centrum | -         | 11.9      |
| 밀리푸로     | Myllypuro     | Kvarnbäcken   | 1.9       | 13.8      |
| 콘툴라       | Kontula       | Gårdsbacka    | 1.4       | 15.2      |
| 멜룬매키     | Mellunmäki    | Mellungsbacka | 1.7       | 16.9      |

#### 부오사리 지선
| 역명         | 핀란드어 역명 | 스웨덴어 역명 | 역간 거리 | 누적 거리 |
| ------------ | ------------- | ------------- | --------- | --------- |
| 이태케스쿠스 | Itäkeskus     | Östra centrum | -         | 11.9      |
| 푸오틸라     | Puotila       | Botby gård    | 1.1       | 13.0      |
| 라스틸라     | Rastila       | Rastböle      | 1.9       | 14.9      |
| 부오사리     | Vuosaari      | Nordsjö       | 1.3       | 16.2      |

### 장애인 접근성
대부분 역은 장애인 접근성을 고려하여 지표면에서 계단 없이 접근 가능하며, 지하역에는 계단이 없고 모두 에스컬레이터 및 엘리베이터가 설치되어 있다. 열차 역시 내부 계단이 없는 고상이다.

### 요금
헬싱키 교통부가 관리하는 다른 노선과 통합된 요금을 사용한다. 역 및 문자 메시지로 1회권을 살 수 있으며, 1시간 동안 제한 없이 환승할 수 있다.

## 차량
헬싱키 메트로와 헬싱키 통근 열차의 열차는 기술적으로 비슷하다. 핀란드 철도와 직통할 수 있도록 궤간은 1524mm이다. 본선 옆에 설치되어 있는 제3궤조에서 직류 750V를 공급받는다.
두 종류의 차량이 있다. 1970년대 말~1980년대 초에 스트룀베리와 발멧에서 만들어진 M100 차량과, 2000~2001년에 만들어진 봄바디어에서 만들어진 M200 차량이 있다.
터널 구간에서는 최고 시속 70 km, 지상 구간에서는 최고 시속 80km으로 운행한다. 곡선 주행 시 최고 제한 속도는 시속 35 km/60km이다.

### 차량 기지

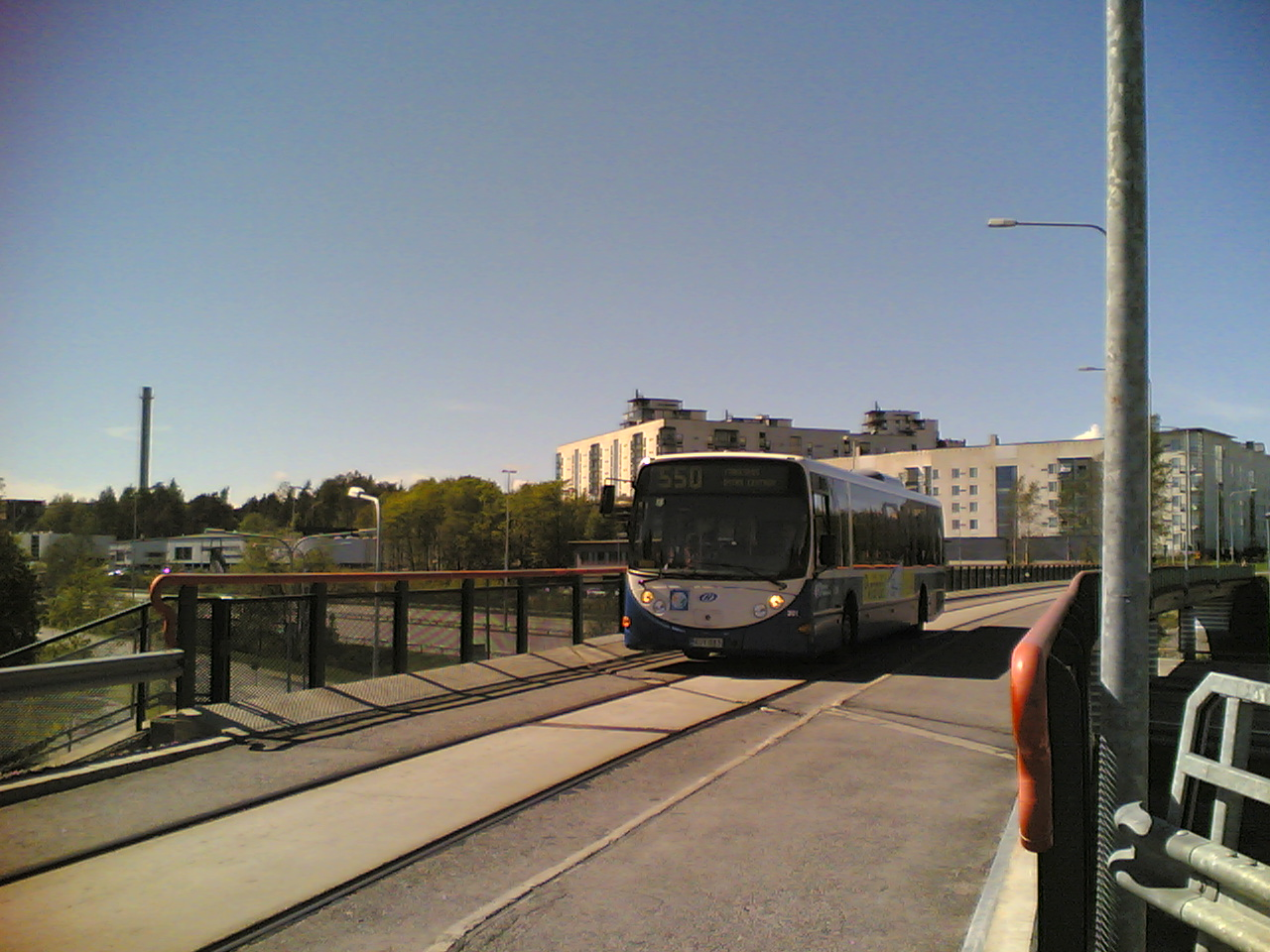
비키 지역을 지나는 차량 반입선

헬싱키 메트로의 유일한 차량 기지는 로이후펠토에 있으며, 실리티에 역과 이태케스쿠스 역에서 접근할 수 있다. 양 방향과 기지가 연결되어 있으며, 이태케스쿠스 역에는 기지로 진입하기 전 승객들을 모두 내리는 세 번째 플랫폼이 있다. 냉난방이 설치된 공간과 설치되지 않은 공간이 나뉘어 있어서, 오랜 시간 동안 예열하지 않고도 차량을 빨리 회전시킬 수 있다.
로이후펠토 기지 뒤로는 시험선이 있으며, 최고 시속 100km까지 낼 수 있다. 시험선의 끝에는 오울룬퀼래 역으로 연결되는 전철화되지 않은 5 km 반입선이 있다. 이 반입선은 과거 헤토니에미 항 철도를 따라가며, 비키 지역에서 도로를 따라 달린다. 요케리 버스 노선은 반입선의 다리를 사용해서 반타 강을 건넌다.
2008년 부오사리 역 2 km 뒤편에 부오사리 항과 배후 철도가 개통되었다. 이 노선과 연결되는 새 반입선이 완공되면 현재 사용하는 차량 반입선은 폐쇄될 예정이다.

## 미래

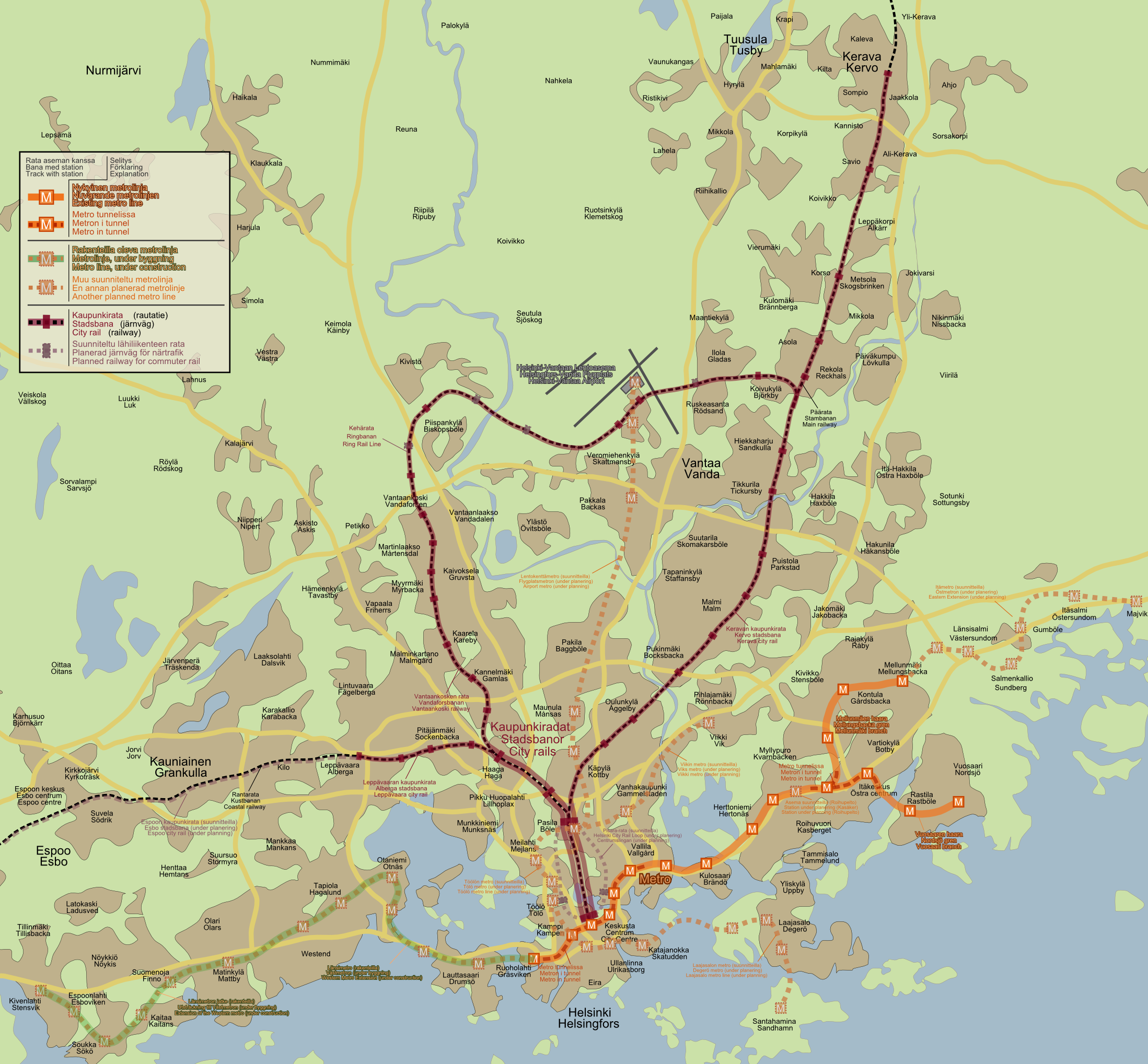
헬싱키 통근 열차 노선, 헬싱키 메트로 및 계획된 확장 노선

가장 최근에 개업한 역은 쇠르내이엔 역과 쿨로사리 역 사이에 개통된 칼라사타마 역이다. 이 역은 동부 항구 지역을 담당하며, 이전에 있던 항구 시설이 부오사리 항으로 이동하고 비는 자리가 재개발되는 곳이다. 실리티 역과 이태케스쿠스 역 사이에 계획 중인 주거 단지를 위한 역을 계획하고 있다.
헬싱키 시는 이 노선을 서쪽으로는 에스포, 북동쪽으로는 반타와 시포 방면으로 확장하는 계획을 지원한다. 노선이 들어갈 지역 지자체는 협조적인 편이 아니며, 남부 에스포 방면 연장 노선은 에스포와 헬싱키 사이의 갈등을 불러왔다. 2005년에 열린 투표에서는 에스포 사람 중 75%가 노선 연장을 지지하며, 2006년 9월 에스포 시 의회에서 연장 노선 건설을 허가하였다. 루오홀라티 지역 터널 굴착은 2009년 11월부터 시작되었으며, 에스포 지역 건설은 민원 처리 때문에 지연되고 있다. 이 연장 노선은 2016년에 완공 예정이다. 현재는 캄피 버스 터미널에서 랜시배윌래 고속도로를 이용하여 에스포로 갈 수 있다.
라야살로에서 시작하여 캄피 역을 거쳐 파실라 및 헬싱키 공항으로 가는 2호선 건설이 계획 중이다. 도시 계획의 일부로 들어갔고 시 의회에서 논의 중이지만, 빨라야 2020년이 되어야 착공할 수 있다. 캄피 역에는 공사 시작을 대비한 플랫폼이 건설되어 있다. 헬싱키 공항을 철도와 연결하기 위한 헬싱키 통근열차 순환선은 2009년 5월에 착공하였다. 시에서 추천하는 계획은 노면 전차 노선 라야살로 방면 연장이다. 이 때문에 2호선 건설 가능성은 낮다.
2006년 5월 17일 헬싱키 시 의회에서 무인 자동 운전이 가능한 열차로 교체하기로 했다. 현재 시스템은 1970년대에 건설되어 호환되는 새 부품을 구하기 힘들어서 확장 공사가 어렵다. 이 작업이 완료되면 노선 확장이 쉬워지며, 2013년까지 완료할 예정이다.

## 사용하지 않는 역
현재 지어진 역 이외에도 미래 확장을 대비한 구조물이 지어진 역이 있다.
- 캄피 역: 현재 도시철도 역은 동서 방향으로 지어져 있으며, 1981년 이 역을 만들 때 남북 방향의 추가 플랫폼을 아래쪽에 건설하였다.[3] 캄피 역 서쪽에서 위쪽과 아래쪽 플랫폼으로 모두 진입할 수 있도록 터널이 설계되었다. 헬싱긴 사노맛에서 굴착 계획 과 아래층 사진 을 공개하였다.
- 하카니에미 역: 현재 사용하지 않는 예비 박스 구조물이 설치되어 있다.[4]
- 카이사니에미 역: 현재 플랫폼 아래에 예비 플랫폼이 설치되어 있다.[4]
- 문키부오리 역: 핀란드의 첫 쇼핑 센터 설계자들은 도시 철도 건설 계획에 관심이 많았고, 1964년 플랫폼을 미리 지어 두었다. 하지만 이 플랫폼을 지나는 노선을 건설할 계획은 없다. 이 예비 플랫폼에는 최근 건축 자재가 버려져 있으며, 플랫폼을 보려면 큰 에스컬레이터를 타면서 봐야 한다. 이 에스컬레이터는 쇼핑 센터에서 매표소를 설치할만한 자리로 연결한다. 낮은 층으로 연결하는 입구는 사진 가게 뒤쪽에 있다.[5]

## 통계
2003년 헬싱키 시 교통부에 따르면 개통 이후 5540만 명을 수송하였고 이동 거리의 합은 4억 410만 킬로미터이다. 총 매출액은 1690만 유로, 순이익 380만 유로이다. 인/킬로미터 비용은 헬싱키에서 제일 싼 0.032유로로, 노면 전차의 0.211유로가 그 다음으로 비싸다.
2002년에 사용한 전력은 총 39.8 GWh로 2001년 32.2 GWh에 비해 증가하였다. 인/킬로미터 전력은 노면 전차의 0.19 kWh보다 더 낮은 0.10 kWh이다.

## 같이 보기
- 지하철 목록